# Michael Sonntag
Michael Sonntag (* 2. Dezember 1978 in Lichtenstein/Sa.) ist ein deutscher Autor, Künstler und Kultur- und Literaturwissenschaftler; er schreibt hauptsächlich minimalistische Kurzgeschichten, in denen er klassische Motive parodiert.

## Leben
Michael Sonntag lebt seit 1980 in Hohenstein-Ernstthal. Seine ersten Kurzgeschichten und Gedichte wurden 2002 in verschiedenen Magazinen abgedruckt. Noch im gleichen Jahr hielt er im Rahmen des Wave-Gotik-Treffen in Leipzig seine erste Lesung. 2004 veröffentlichte er gemeinsam mit Isolde Kakoschky und „Diamond of Tears“ den Gedichtband Wenn die Zeit Flügel hat. 2005 schrieb er das Drehbuch für den Kurzfilm The World Beneath – Die Andere Sicht Der Dinge von Andreas Tröger. Das erste komplett eigene Buch von ihm folgte 2006 beim Verlag „Edition PaperONE“ unter dem Titel Rapunzel – Vampirgeschichten der erste Teil seiner „Märchentrilogie“, die er mit Rotkäppchen und andere Horrorgeschichten und MacBeth – alltägliche und märchenhafte Geschichten fortsetzte.
Nachdem sein Vertrag 2009 gekündigt wurde, gründete er Anfang 2012 die „Edition Lepidoptera“, die zum Verlagshaus „Periplaneta“ gehört. In dieser erschien sein eigenes Buch Es war einmal… sowie Werke anderer Autoren.  Neben seiner literarischen Arbeit betreibt Sonntag die Ausstellungsreihe „Kunst in der Ruine“ in Hohenstein-Ernstthal, die er 2007 gründete. Ursprünglich war dieses Projekt zur Förderung von Nachwuchs- und Untergrundkünstlern konzipiert gewesen, doch seit 2011 wird es auch von international bekannten Künstlern für Ausstellungen genutzt. 2013 initiierte er das Ausstellungskonzept „Leere Galerie“, bei dem eine Kunstgalerie ohne Ausstellung und Programm geöffnet wird und Besucher spontan Werke ausstellen oder ein Programm gestalten können.
Seit 2007 stellt er außerdem eigene Arbeiten aus den Bereichen Aktfotografie, Glasgravur, Wrestlingfotografie, experimentelle Malerei in verschiedenen Galerien und Einrichtungen aus. 2017 gründete er zusammen mit einer Chemnitzer Künstlerin die EBM-Band STAUBTANZ. 2018 gewann er den dritten Platz in der Rubrik "Fantasy" bei der "Weltentor"-Ausschreibung des Noel Verlags. Im gleichen Jahr gründete er seine neue Verlagsedition "Edition Nachtfalter" im Verlag Torsten Low. 2019 gewann er den dritten Platz in der Rubrik "Mystery" bei der "Weltentor"-Ausschreibung und publizierte einen Artikel über die Geschichte der Erotika der DDR im dritten Band der "Nackedei"-Buchreihe.
2022 erschien bei Edition Bärenklau sein erster Westernroman "Der Hauch der Wahrheit".

## Veröffentlichungen

### Bücher
- Wenn die Zeit Flügel hat. (zusammen mit Isolde Kakoschky und Diamond of Tears), Mischwesen 2005, ISBN 3-938313-02-1.
- Rapunzel – Vampirgeschichten. Edition PaperONE 2006, ISBN 3-9393-9819-5.
- Rotkäppchen und andere Horrorgeschichten, ISBN 978-3939398233
- MacBeth – alltägliche und märchenhafte Geschichten, ISBN  978-3939398677
- Der Magier, die Prinzessin und der Ritter, ISBN 978-3939398806
- Ich kann auch anders, ISBN 978-3939398721
- Dämonenreiche (Anthologie, als Autor und Herausgeber), ISBN 978-3939398882
- Herzblutlyrik (Anthologie, als Herausgeber), ISBN 978-3939398844
- Es war einmal… Gothic Fiction en miniature, ISBN 978-3941809062
- Der Hauch der Wahrheit (Westernroman), Edition Bärenklau, ISBN 978-3756530588
- Reiter der Rache (Horror-Westernroman), Novo Books, ISBN 979-8300179427
- Logans Ranch (Westernversion von William Shakespeares "MacBeth", als Michael Harte), Edition Bärenklau
- Der letzte Tag (Westernroman, als Michael Harte), Edition Bärenklau

### Als Verleger
- Meine Kämpfe (Biographie von Alexander Bedranowsky), ISBN 978-3943412789
- Sungru – Der Schüler des Amundie Joachim (Fantasyroman von Constanze Schiewe), ISBN 978-3941809130
- Mängelexemplare und andere makabre Geschichten (Anthologie, Hrsg. Constantin Dupien), ISBN  978-3941809147
- Grindhouse Splatter (Sammlung extremer Horrorgeschichten von Marc Gore), ISBN  978-3941809185
- 1969 – Die Magie eines Sommers von Oriphiel, ISBN 978-3941809154
- "Chronology Part 1: 1998–2011" (Kurzgeschichtensammlung von Marc Gore), ISBN  978-3940036544

### Beteiligung an Anthologien (Auswahl)
- Vampirwelten (UBooks-Verlag)
- Gedanken 2 (Orkus / UBooks)
- Seelenscherben (UBooks)
- Dämonenreiche (Edition PaperONE)
- Mängelexemplare und andere makabre Geschichten (Edition Lepidoptera)
- Horror-Legionen (Amrun-Verlag)
- Nackedei 3
- Nackedei 4
- Nackedei 5
- Weltentor Fantasy 2018
- Weltentor Mystery 2019 (Noel Verlag)
- Weltentor Fantasy 2019 (Noel Verlag)
- Super Pulp 4 (Blitz Verlag)
- Super Pulp 6 (Blitz Verlag)
- Anatomie eines Traumas (als Michael Harte) (Edition Bärenklau)

### Mitarbeit bei Magazinen
- Mitarbeit an dem Literaturmagazin ABYSS:ABGRUND (Mischwesen Autorenverlag, München)
- Mitarbeit an dem Foto- und Literaturmagazin SENSUAL (von Ines Binnemann und Oliver Baglieri)

### Beiträge in Magazinen und Zeitschriften
- Kurzgeschichte in Vampire – Imperium der Finsternis (Bastei Lübbe)
- Kurzgeschichte in Schattenreich Pulp Magazin (Bastei Lübbe)
- Kurzgeschichte in John Sinclair (Bastei Lübbe)
- Kurzgeschichten in Schlagzeilen (BDSM) (Charon Verlag)